# Fuscien
Pour les articles homonymes, voir Saint-Fuscien.
Fuscien est un Romain venu évangéliser la Gaule du nord, ce qu'il fit en particulier autour de l'actuelle ville de Saint-Omer. Il fut martyrisé en 287, sous l'empereur Maximien, avec son compagnon Victoric, ainsi que Gentien qui les hébergea. Ils sont fêtés ensemble le 11 décembre,. Il est reconnu saint et martyr par l'Église catholique.

## Histoire et tradition
On ne connait rien de certain sur ce personnage, faute de source historique. On ne peut donc que s'appuyer sur la tradition catholique pour retracer les différentes étapes de sa vie, comme le récit des Bollandistes. 
Au IIIe siècle, le chrétien Fuscien (Fuscianus) quitta Rome en binôme avec Victoric pour aller évangéliser la tribu gauloise des Morins. Cette tribu était située au nord de la civitas des Ambiens. Après une période d'activité séparée, ils se retrouvèrent à Thérouanne où ils connurent un franc succès. Voulant le partager avec Quentin, ils se mirent en tête de le retrouver, et s'étant renseignés de sa situation, ils prirent la route en direction d'Ambianorum (Amiens). Comme la persécution y régnait, ils s'éloignèrent rapidement pour faire une halte plus loin sur la voie romaine. Au village de Sama (actuellement Sains-en-Amiénois), ils rencontrèrent Gentien, un homme déjà âgé et sensible au christianisme, qu'ils convertirent tout à fait. Tandis qu'il leur offrait l'hospitalité, il les informa que Quentin avait été martyrisé par le vicaire romain Rictiovarus, farouche persécuteur des chrétiens, à Augusta Viromandorum (Saint-Quentin).  
Le 11 décembre 287, les soldats romains décapitèrent Gentien à Sains sur ordre du vicaire excédé par sa volonté de servir le Christ et sa défense des deux disciples qui assistèrent à son exécution. Puis il emmena Fuscien et Victoric se faire juger à Ambianorum (Amiens). Ne s'arrêtant pas de louer le Fils de Dieu et de faire des prières, ils eurent à subir des supplices et finirent par avoir la tête tranchée dans un bois de l'actuelle commune de Saint-Fuscien. La légende dit alors que les deux martyrs seraient ensuite revenus à Sains en portant leur tête dans les mains,.

## Culte
Au VIe siècle, un prêtre aurait retrouvé le tombeau des trois martyrs qui devint alors un lieu de culte. La vénération du culte de saint Fuscien amena à la fondation, à la fin du VIe siècle, du monastère de Saint-Fuscien-au-Bois, sur le lieu de sa décapitation. Lors des invasions normandes, le monastère fut détruit (859), reconstruit (880) puis détruit à nouveau en 925, Il resta alors en ruine pendant environ deux siècles.

## Représentations et fêtes
- La commune de Sains-en-Amienois fêtait les 3 martyrs le 11 décembre (fête des saints engelés). Lors de la fête du village (le premier dimanche qui suit le 29 juin (saint Pierre/Paul), se déroulait le Pèlerinage des saints martyrs Fuscien, Victoric et Gentien avec un cortège historique où participaient les habitants du village[7].

- Saint Fuscien est représenté par une statue dans le portail nord de la façade occidentale de la cathédrale d'Amiens (dit portail de Saint Firmin)[8].

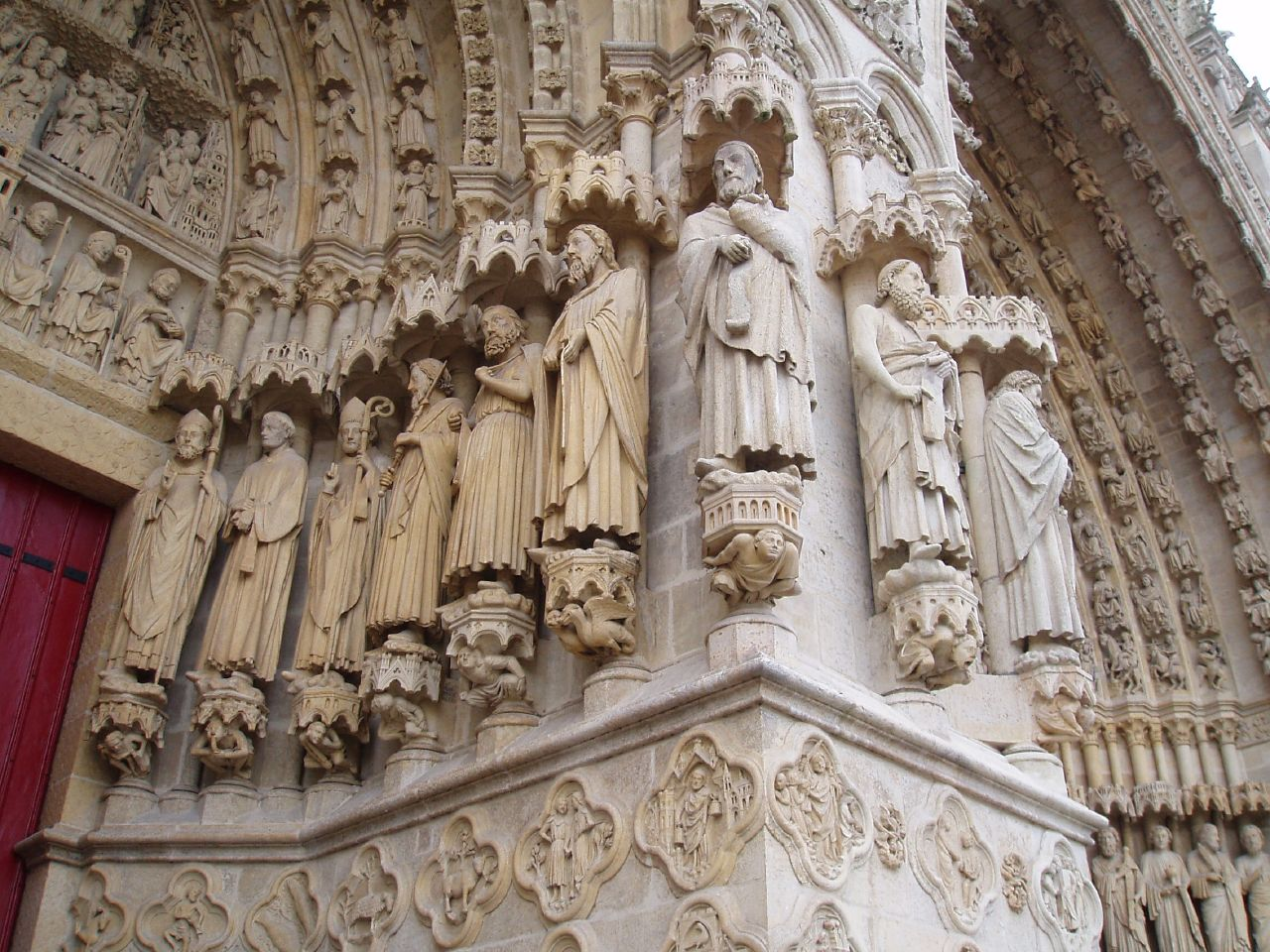
Saint Fuscien sur le portail de Saint Firmin, cathédrale d'Amiens (4e statue en partant de la gauche).
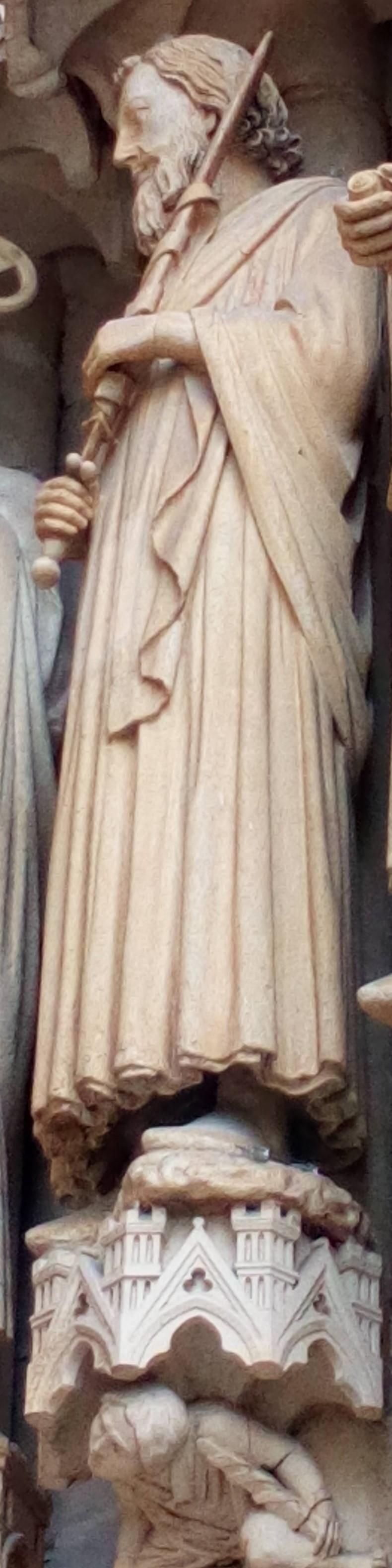
Saint Fuscien.